# Legends of Wrestling II
Legends of Wrestling II est un jeu vidéo de combat de catch développé par Acclaim Studios Salt Lake City et édité par Acclaim Entertainment, sorti en 2002 sur GameCube, PlayStation 2, Xbox et Game Boy Advance.
Il fait suite à Legends of Wrestling.

## Accueil
- AllGame : 1/5 (GBA)[1]
- Eurogamer : 5/10 (PS2)[2]
- IGN : 6,9/10 (PS2)[3] - 6,9/10 (GC)[4] - 6,8/10 (XB)[5] - 2/10 (GBA)[6]